# Bart De Wever
Bart Albert Liliane De Wever, belgijski politik; * 21. december 1970, Mortsel. 
Je belgijski politik, ki od februarja 2025 opravlja funkcijo predsednika vlade Belgije. Med letoma 2004 in 2025 je bil vodja Nove flamske zveze (N-VA), politične stranke, ki se je zavzemala za preoblikovanje Belgije v konfederalno državo. Od januarja 2013 do februarja 2025 je bil župan Antwerpna.
De Wever je svojo strankah popeljal do zmage na zveznih volitvah leta 2010, ko je N-VA postala največja stranka tako v Flandriji kot v celotni Belgiji. To mu je znova uspelo na naslednjih treh volitvah, leta 2024 pa mu je kralj Philippe podelil mandat za sestavo nove vlade.
Po več kot osmih mesecih pogajanj med strankami N-VA, Vooruit, CD&V, MR in Les Engagés so 31. januarja 2025 sporočile, da je bil dosežen dogovor o oblikovanju koalicije, pri čemer je De Wever postal mandatar za sestavo vlade. 3. februarja 2025 sta De Wever in njegova vlada zaprisegla, pri čemer je De Wever postal prvi flamski nacionalistični politik na položaju predsednika vlade Belgije.